# ジェレミー・バーフィールド
ジェレミー・バーフィールド（Jeremy Barfield、1988年7月12日 - ）は、アメリカ合衆国テキサス州スプリング出身の元プロ野球選手（外野手）。右投右打。
父は元メジャーリーガーで日本プロ野球の読売ジャイアンツでもプレーしたジェシー・バーフィールド。兄のジョシュ・バーフィールドも元メジャーリーガー。

## 経歴
2006年のMLBドラフトでニューヨーク・メッツから9巡目（全体274位）で指名されたが入団せず。また、この年の8月に父ジェシーを口論の末に階段から突き落とし逮捕された。
2008年のMLBドラフトでオークランド・アスレチックスから8巡目（全体244位）で指名され入団した。
2013年に外野手から投手にコンバートしたが、2014年6月に外野手に再コンバートした。同年オフにFAとなった。
2015年4月14日にアトランティックリーグのカムデン・リバーシャークスと契約した。5月14日にリーガ・メヒカーナ・デ・ベイスボルのキンタナロー・タイガースに移籍したが、26日にタイガースを解雇され、5月30日にアトランティックリーグのシュガーランド・スキーターズと契約したが、6月16日にコロラド・ロッキーズとマイナー契約を結んだ。オフに自由契約となった。
2016年2月15日にシュガーランド・スキーターズと再契約した。
2017年3月7日にシュガーランド・スキーターズと再契約した。5月25日にボストン・レッドソックスとマイナー契約を結んだ。
2018年5月15日にレッドソックスを自由契約となった。この年限りで現役を引退した。